# UniSoft
A UniSoft Corporationt 1981-ben alapították alapvetően egy UNIX-ra portoló (fejlesztő, átíró) cég, mely több mint 225 UNIX portot készített számos CPU architektúrára.